# طوق (ميانة)
طوق هي قرية في مقاطعة ميانة، إيران. عدد سكان هذه القرية هو 2,026 في سنة 2006.